# Clube de Albergaria
O Clube de Albergaria é um clube desportivo sediado em Albergaria-a-Velha, Aveiro, e foi fundado no dia 11 de Agosto de 1890.
Em Fevereiro de 1939, ocorreu a fusão entre o “Grémio Albergariense” e o “Ténis Clube de Albergaria”, passando a denominar-se “Grémio Recreativo Albergariense”. A partir de Junho desse ano muda definitivamente de nome para “Clube de Albergaria”.
Os maiores feitos do clube foram: Ténis (década de 40 e depois na década de 80), o Ténis de Mesa (décadas de 60 e 70), a organização de duas edições do Expo-Clube, o Andebol e mais recentemente o Futebol Feminino com várias épocas na primeira divisão Nacional.
O Clube de Albergaria recebeu, em Junho de 1995, a Medalha de Mérito Municipal (grau prata) da Câmara Municipal de Albergaria-a-Velha.
Em 6 de Abril de 2001 foram inauguradas as novas instalações na Avenida 25 de Abril, na Zona Desportiva de Albergaria-a-Velha, depois de terem a sede, cerca de um século, na Avenida Napoleão Luiz Ferreira Leão.
O Clube de Albergaria venceu, em 2008, a Taça Distrito de Aveiro de futebol feminino.
O clube organiza anualmente a Volta ao Concelho de Albergaria-a-Velha em ciclismo.
O CA sempre foi muito eclético, tendo-se dedicado igualmente às atividades de Aeromodelismo, Andebol, Automobilismo, Badminton, Bilhar, Caça e Pesca, Ciclismo, Futebol de Salão, Ginástica, Motorismo, Pesca Desportiva e Tiro, etc...

## Modalidades
As modalidades praticadas atualmente são: Badminton, Ballet, BTT, Campismo e Caravanismo, Defesa Pessoal, Futebol Feminino, Futsal e Ténis.